# Sertularia divergens
Sertularia divergens är en nässeldjursart som beskrevs av Jean Vincent Félix Lamouroux 1816. Sertularia divergens ingår i släktet Sertularia och familjen Sertulariidae. Inga underarter finns listade i Catalogue of Life.